# Despina (maan)
Despina is een maan van Neptunus. De maan is in 1989 ontdekt door Stephen Synnott met behulp van foto's gemaakt door de ruimtesonde Voyager 2. Despina is genoemd naar een nimf uit de Griekse mythologie. Zij was de dochter van Poseidon en Demeter.
Triton · Naiad · Thalassa  · Despina · Nereïde · Galatea · Larissa · Proteus · Halimede · Sao · Hippocampus · Laomedeia · Psamathe · Neso